# 이미지 비디오
이미지 비디오(image video-IV)는 일본에서 출시되는 비디오 영화 장르이다. 수영복을 착용한 인물이 출연하며, 일본 연예 기획사 「어트랙티브합동회사」(アトラクティブ合同会社)가 모집하는 직업 소개 내용에 따르면 이미지 DVD 모델의 평균 보수는 50,000엔～500,000엔이다.
주로 일본에서 출시되는 비디오 영상매체로서, 10세~20대 초반의 남녀 한명이 출연하는 화보영상의 한 종류이다. 따라서 성기의 노출이 전혀 허용되지 않으며, 일본 이미지 비디오 여배우 고토 마이는 음부가 노출되는 비디오를 촬영하였다가 사장과 함께 긴급 체포된 사건도 발생했다. IV는 처음에는 그라비아 아이돌의 수영복 차림의 모습등이 중심을 이루었지만 최근에는 외설이라 부를 정도로의 포르노그래피 성향을 띠는 작품도 증가하는 추세이다. 일본 경시청 보안과는 "남녀의 성행위가 없다고 하더라도 노골적인 성기노출이 있으면 AV와 다를 바 없다"며 최근 IV의 외설성을 강조했다.

## 같이 보기
- 그라비아 아이돌